# Cesare de Lollis
Cesare de Lollis (Casalincontrada, 13 de septiembre de 1863 - Roma, 25 de abril de 1928) fue un romanista, hispanista, cervantista y crítico literario italiano.
Nació en Casalincontrada, cerca de Chieti, en los Abruzzos. Fue profesor de lenguas románicas. Escribió Saggi di letteratura francese (1920) y un célebre Cervantes reazionario (Instituto Cristoforo Colombo, 1924), luego recogido con otros trabajos en Cervantes reazionario e altri scritti d'Ispanistica (1947), donde sostiene la tesis del "ingenio lego" frente al Cervantes humanista que propone Marcelino Menéndez Pelayo; sobre Cristóbal Colón escribió Cristóforo Colombo nella Leggenda e nella Storia (Milán 1892, y Roma 1923, 3ª edición). Póstumos son sus Saggi sulla forma poetica italiana dell'Ottocento (1929).